# Agave indagatorum
Agave indagatorum  ist eine Pflanzenart aus der Gattung der Agaven (Agave).

## Beschreibung

### Vegetative Merkmale
Agave indagatorum wächst stammlos mit einzelnen Rosetten. Ihre etwas gräulichen und auf der Unterseite anfangs stark glauken, lanzettlichen Laubblätter sind etwas konkav und allmählich zugespitzt. Die Blattspreite ist 150 bis 250 Zentimeter lang und 20 bis 25 Zentimeter breit. Der Blattrand ist gerade, etwas häutig und anfangs leicht rosafarben. An ihm befinden sich etwa 1 Millimeter lange Randzähne, die 5 bis 12 Millimeter voneinander entfernt stehen. Die schmal dreieckigen, geraden oder leicht zurückgebogenen Randzähne sind an ihrer Basis nicht linsenförmig. Der kastanienbraune, ziemlich glänzende, glatte Enddorn ist konisch, fast gerade und bis zu seiner Mitte mit einwärts gebogenen Rändern gefurcht. Er ist etwa 12 Millimeter lang und etwa genauso lang herablaufend.

### Blütenstände und Blüten
Der „rispige“ Blütenstand erreicht eine Länge von etwa 9 Meter und trägt Bulbillen. Die etwa 55 Millimeter langen Blüten stehen an 15 bis 20 Millimeter langen Blütenstielen. Ihre Perigonblätter sind gelb und etwa 20 Millimeter lang. Die ziemlich offene Blütenröhre weist eine Länge von etwa 6 Millimeter auf. Der ellipsoide Fruchtknoten ist 20 bis 25 Millimeter lang. Er ist als Hals in die Blütenröhre verlängert.

### Früchte
Die schmal länglichen Früchte sind 3,5 bis 6 Zentimeter lang und etwa 2 Zentimeter breit. Sie sind dick gestielt und spitz zulaufend zugespitzt.

## Systematik und Verbreitung
Agave indagatorum ist auf der zu den Bahamas gehörenden Watling-Insel auf felsigen Böden in Küstenhainen verbreitet.
Die Erstbeschreibung durch William Trelease wurde 1913 veröffentlicht.

## Nachweise